# Ferruccio Lantini
Ferruccio Lantini (Desio, 24 agosto 1886 – Roma, 26 novembre 1958) è stato un politico italiano, occasionalmente anche giornalista e scrittore.

## Biografia
Suo padre Giuseppe era un funzionario delle Ferrovie dello Stato nonché un massone, il che gli consentì di entrare giovanissimo, a soli diciotto anni, nella massoneria ligure, regione in cui si era trasferito agli inizi del Novecento. Inizialmente socialista, si avvicinò al nazionalismo mentre frequentava l'Università di Genova, da cui ne uscì laureato in scienze commerciali. Nel 1911 partecipò a Oneglia ad alcune manifestazioni in favore della guerra italo-turca mentre l'anno seguente divenne segretario provinciale del Partito Nazionalista Italiano a Genova. Propagandista bellico tra gli studenti universitari durante il primo conflitto mondiale, fu chiamato alle armi nel 1916 congedandosi dagli scontri con il grado di tenente e una croce di guerra; subì tuttavia la tragedia della morte del fratello Spartaco, perito nel giugno del 1918. Terminati gli scontri, nel 1919 trovò impiego come amministratore del Tesoro della provincia di Genova, incarico che mantenne fino al 1923.

### Adesione al fascismo
Sono questi gli anni in cui Lantini si getta a capofitto nella politica: nel 1920 aderisce al fascismo, divenendo per tre anni consigliere comunale del capoluogo ligure; nel novembre del 1921 partecipò al congresso fascista di Roma, dove fu nominato rappresentante per la Liguria nel comitato centrale del partito, incarico che mantenne fino al gennaio 1923, quando fu designato alto commissario politico regionale per la Liguria. Nel 1922 divenne anche segretario politico del fascio di Genova e membro del direttorio federale provinciale. Da gennaio a marzo 1923 fece parte del gruppo di competenza del Partito Nazionale Fascista per le pubbliche amministrazioni, che aveva l'incarico di elaborare una riforma generale della burocrazia. Inoltre dall'aprile all'ottobre dello stesso anno fu membro della giunta esecutiva del PNF.
Il 13 febbraio 1923 è costretto ad abbandonare la Massoneria in quanto il Duce aveva emanato un provvedimento che vietava ai politici fascisti di farne parte. Il 1º agosto dello stesso anno comincia anche la sua esperienza giornalistica con la fondazione del quotidiano il Giornale di Genova, che co-diresse insieme a Pala fino al gennaio del 1925. Eletto deputato alle elezioni politiche del 1924 con il Listone Mussolini, divenne vicecommissario prefettizio a Genova e poi presidenza della Confederazione nazionale fascista del commercio (agosto 1926-dicembre 1933). Dal gennaio 1934 occupò per un anno il ruolo di presidente dell'Istituto nazionale per l'esportazione.
Rieletto deputato alle elezioni politiche del 1934, fu nominato sottosegretario (gennaio 1935) e poi Ministro (11 giugno 1936) delle Corporazioni: Mussolini lo scelse in quanto Lantini si era dimostrato un fiero assertore del corporativismo. Nel novembre 1939 terminò la sua esperienza ministeriale e in seguito venne chiamato alla presidenza dell'Istituto nazionale fascista per la previdenza sociale (INFPS), organismo istituito nel marzo 1933 in seguito alla trasformazione della Cassa nazionale per le assicurazioni sociali. Negli anni della sua presidenza, che si protrasse fino al 1943, egli dovette confrontarsi con le difficoltà causate dalla enorme crescita delle competenze dell'ente, verificatasi nel corso degli anni Trenta, cui si aggiunsero anche le nuove attribuzioni derivanti dalle emergenze di guerra.
Tre volte consigliere nazionale, prese parte all'invasione italiana della Grecia al comando di un battaglione del genio.
Dopo la caduta del fascismo, si ritirò a vita privata, non aderendo alla RSI.

### Il secondo dopoguerra
Terminata la seconda guerra mondiale venne arrestato per il suo passato fascista ma il processo si concluse nel 1946 con un'assoluzione (fu decisivo per la sua salvezza la non adesione alla Repubblica Sociale Italiana). Lantini visse i suoi ultimi anni di vita a Roma.

## Opere
- Commercio e ordinamento corporativo, Roma 1931
- l metodo corporativo per raggiungere l'autarchia, Roma 1939
- La via del ritorno. Conversazioni 1942-1943, Roma 1943
- Pensieri, Roma 1962